# Spilosoma turatii
Spilosoma turatii là một loài bướm đêm thuộc phân họ Arctiinae, họ Erebidae.